# マーケットドライブ
株式会社マーケットドライブ（Market Drive Inc.）は、東京都渋谷区に本社を置く日本の企業。マッチングアプリ「イヴイヴ」、YouTubeの「EveEve - 恋愛サポートメディア」等のサービスを運営している。2016年に伊藤太が設立した。

## 沿革
- 2016年
  - 7月 - 株式会社マーケットドライブ（Market Drive Inc.）設立
  - 11月 - 相席アプリ「イヴイヴ」をリリース、サービス提供開始。ポスト・マネー・バリュエーション3億円で3000万円の資金調達を実施[1]。
  - 12月 - EveEve - 恋愛サポートメディアを開設
- 2017年
  - 1月 - 「イヴイヴ」のサービスを相席アプリから、審査制恋活アプリへとリニューアル。
  - 4月 - EveEve Girls - 恋愛サポートメディアを開設。プレ・マネー・バリュエーション8億円で6400万円の資金調達を実施[1]。
  - 10月 - プレ・マネー・バリュエーション18億円で1.65億円の資金調達を実施[1]。
  - 11月 - EveEve in 銀座 - 大人の恋愛サポートメディアを開設。
- 2018年
  - 1月 - プレ・マネー・バリュエーション40億円で1.1億円の資金調達を実施[1]。
  - 3月 - オトナのEveEveGirls - 恋愛サポートメディアを開設。